# Яхши-Каран
Яхши-Каран — деревня в Сармановском районе Татарстана. Входит в состав Александровского сельского поселения.

## География
Находится в восточной части Татарстана на расстоянии приблизительно 20 км на юго-восток по прямой от районного центра села Сарманово у речки Мелля.

## История
Основана в начале XVIII века. В начале XX века упоминалось о наличии мечети и мектеба.
В «Списке населенных мест по сведениям 1870 года», изданном в 1877 году, населённый пункт упомянут как деревня Якши-Каран 2-го стана Мензелинского уезда Уфимской губернии. Располагалась при речке Менле, на просёлочной дороге из Мензелинска в Бугульму, в 62 верстах от уездного города Мензелинска и в 5 верстах от становой квартиры в селе Александровское (Кармалы). В деревне, в 55 дворах жили 298 человек (149 мужчин и 149 женщин, татары), были мечеть, училище, водяная мельница.

## Население
Постоянных жителей было: в 1816 - 75 душ мужского пола, в 1834 - 205, в 1870 - 298, в 1906 - 553, в 1920 - 695, в 1926 - 528, в 1938 - 580, в 1949 - 491, в 1958 - 439, в 1970 - 540, в 1979 - 424, в 1989 - 117, 160 в 2002 году (татары 95%), 134 в 2010.